# Newcastle Emlyn Castle
Newcastle Emlyn Castle (walisisk: Castell Newydd Emlyn) er ruinen af en middelalderborg i købstaden Newcastle Emlyn i Carmarthenshire, Wales. Den ligger strategisk på et stejlt højdedrag med udsigt til floden i Teifi, og blev sandsynligvis opført af den walisiske lord Maredudd ap Rhys omkring 1240.
I løbet af de næste århundreder skiftede den hænder mange gange; først mellem waliserne og englænderne, herunder i 1343 hvor det var én blandt 26 borge som Edvard, den sorte prins fik, da han blev gjort til fyrste af Wales og i 1403 hvor waliserne erobrede den under glyndwroprøret, og senere under den engelske borgerkrig mellem rundhovederne og kavalererne. Et dokument fra omkring år 1700 beskrev borgen som forfalden. I dag står portbygningen og de tilhørende tårne, samt fragmenter af murene stadig.